# Iaz, Caraș-Severin
Iaz este un sat în comuna Obreja din județul Caraș-Severin, Banat, România.